# ゴルフ (トランプゲーム)
ゴルフはトランプにおける遊び方の一つ。1人用のゲームである。
トランプ占いの一種に入れられることもあるが恋愛占いに用いられる事は基本的になく、願い事の実現、特に物を得られるかどうかについて占われる事が多い。
クロンダイクやピラミッド等と異なり、場札の内容があらかじめ既知であるため、偶然以外に出来るだけ多く取るための先読み戦略要素も含まれたゲームである。

## 遊び方
- ジョーカーを除く52枚のカードを使用する。

- 52枚のうち35枚を横7列、縦5列に表向きに並べ、場札とする。

- 残りの17枚を山札とし、裏向きに置く。そのうちの1枚をめくって以下の法則に基づいてカードを取り除く。
  - 山札からめくったカードの数字+1もしくは-1のカードが、場札の各列一番下のカードの中にあれば、そのうち1枚を選んで取る事ができる。
    - その際、Jは11、Qは12、Kは13として扱い、また、Aは1か14のどちらか好きな数字として扱える。

  - カードを取ったらそのカードの数字にもとづいて、同じように+1、-1のカードを続けて取る事ができる。
  - 但し、Aをまたいだ形でのカードの取り除きは出来ない。K→A→K、2→A→2の順で取り除く事はできるが、K→A→2の順には取り除けない。

- 取り除けるカードがなくなった場合は、新たに山札を開き、同様にカードを取り除いていく。

- 山札がすべてなくなるまでに場札をすべて除去できれば成功となる。

## バリエーション

### ストロークプレー
ゲームを実際のゴルフの1コース9ホールに見立てて9回プレイし、プレイ内容を採点するというやり方もある。
- 初期の点数を0点とし、失敗した場合は残った場札の枚数だけ点数を足し、成功した場合は残った山札の枚数だけ点数を減らす。
  - 実際のゴルフと同様、点数は低ければ低いほど良い。
- これを9回繰り返し、最終的な点数が0点もしくはマイナスなら完全に成功。また、45点を「パー」とし、それ以下ならおおむね成功とする。

### その他のバリエーション
- AやKの後のカードの繋ぎ方について、以下のようなバリエーションが存在する。
  - Aをまたいだ形でのカードの取り除きを認める。(K→A→2や2→A→Kという取り除き方を許す)
  - Aは1としてのみ扱い、K→AやA→Kという取り除き方を認めない。
  - A→Kという取り除き方を認めないのに加え、Kのあとはどんなカードにも(Qにも)繋げられないものとする。この場合、Kを取ったあとは山札をめくるしかない。

- ジョーカーを加えて遊ぶ。ジョーカーはどんなカードの後にも繋ぐことができ、また、ジョーカーの後にはどんなカードでも繋ぐことができるものとする。
- 2組以上のトランプを混ぜて遊ぶ。